# Xã West Bloomfield, Michigan
Xã West Bloomfield (tiếng Anh: West Bloomfield Township) là một xã đặc quyền thuộc quận Oakland trong vùng đô thị Detroit, tiểu bang Michigan, Hoa Kỳ. Xã có tổng diện tích 80,9 kilômét vuông (31,2 dặm vuông Anh), trong đó diện tích đất là 70,8 kilômét vuông (27,3 dặm vuông Anh). Theo điều tra dân số Hoa Kỳ năm 2010, xã có dân số 64.690 người.